# Ковельський повіт (Російська імперія)
Ковельський повіт — історична адміністративно-територіальна одиниця на українських землях, що входили до складу Російської імперії, Української Держави, Польщі і СРСР. Повітовий центр — місто Ковель.

## Царські часи
Утворений у 1795 році у складі Волинського намісництва, з 1796 — у складі Волинської губернії.
Повіт знаходився в північно-західній частині губернії. Межував з Володимир-Волинським повітом на заході та півдні, з Луцьким повітом на сході та півдні і Гродненською губернією на півночі. Площа повіту становила 6 459,1 верст² або 672 823 десятин (7 350 км²).
Згідно з переписом населення Російської імперії 1897 року в повіті проживало 211 493 чоловік. З них 78,5 % — українці, 11,93 % — євреї, 4,59 % — поляки, 0,91 % — німці, 3,52 % — росіяни, 0,28 % — білоруси.
Повіт поділявся на 23 волості (з кінця ХІХ ст. — на 18). Містечок було 13, сільських поселень — 329. Місто було одне — повітовий центр, власної волості не мало.
|    | назва                    | центр                | містечка (12)             |
| -- | ------------------------ | -------------------- | ------------------------- |
|    |                          | м. КОВЕЛЬ            |                           |
| 1  | Боровенська волость      | с. Боровне           | Стобихва                  |
| 2  | Великоглушанська волость | с. Велика Глуша      |                           |
| 3  | Велицька волость         | с. Велицьк           | Кашівка, Мельниця, Янівка |
| 4  | Голобська волость        | с. Голоби            |                           |
| 5  | Гірниківська волость     | с. Гірники           | Ратне                     |
| 6  | Датинська волость        | с. Датинь            | Мильці                    |
| 7  | Заболоттівська волость   | с. Заболоття         |                           |
| 8  | Камінь-Каширська волость | м. Камінь-Каширський | Камінь-Каширський         |
| 9  | Леликівська волость      | с. Леликів           |                           |
| 10 | Любитівська волость      | с. Любитів           |                           |
| 11 | Мацеївська волость       | м. Мацеїв            | Мацеїв                    |
| 12 | Несухоїзька волость      | м. Несухоїжі         | Несухоїжі                 |
| 13 | Повурська волость        | с. Повурськ          |                           |
| 14 | Седлищенська волость     | с. Седлище           | Вижва                     |
| 15 | Сошичненська волость     | с. Сошичне           |                           |
| 16 | Старокошарська волость   | с. Старі Кошари      | Миляновичі                |
| 17 | Турійська волость        | м. Турійськ          | Турійськ                  |
| 18 | Хотешівська волость      | с. Хотешів           |                           |

- місту Ковель були підпорядковані передмістя Піски, за пам'ятником та за лінією залізниці, селом Юридика-Ковельська.

## Польські часи

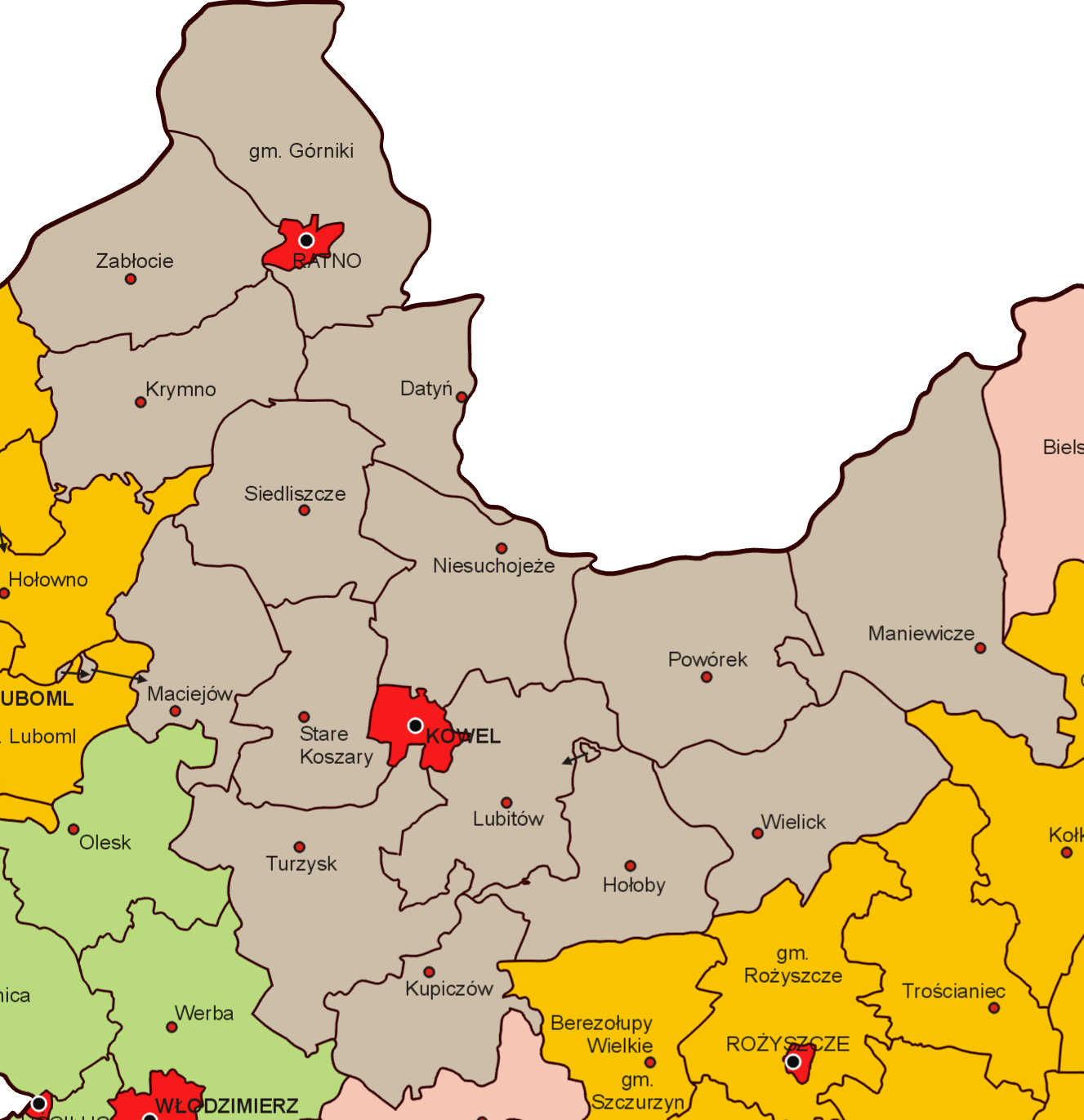
Ковельський повіт

Один із 11 повітів Волинського воєводства другої Речі Посполитої.
12 грудня 1920 року з повіту вилучені гміни: Хоцішув, Лєлікув, Вєлька Ґлуша, Сошично, Боровно і Камєнь Коширскі (з них утворено Каширський повіт) та долучено гміни Кримно і Нови Двур з Володимирського повіту. У складі повіту було 1 місто, 15 містечок і 563 сільські поселення, з них 9 знищених і незаселених. 19 лютого 1921 року включений до новоутвореного Волинського воєводства.
1 квітня 1932 року села Гулевичі, Ситовичі, Озерне, Рудка Ситовицька і Дубники передані з ґміни Маневичі до ґміни Повурськ.

### Адміністративний поділ
Міські ґміни:
1. м. Ковель
2. містечко Маціїв — до 1926. Статус понижено до містечка сільської ґміни
3. містечко Ратне

Сільські ґміни:
1. Ґміна Вєліцк
2. Ґміна Голоби
3. Ґміна Гурникі — центр у містечку Ратне, що не входить до складу ґміни
4. Ґміна Датинь
5. Ґміна Заблоцє
6. Ґміна Кримно
7. Ґміна Купічув
8. Ґміна Любітув
9. Ґміна Манєвіче — до 24.03.1930 називалась Ґрудек та мала центр у містечку Городок[8]
10. Ґміна Мацєюв
11. Ґміна Нєсухоєже
12. Ґміна Повурск
13. Ґміна Сєдліще
14. Ґміна Стари Кошари
15. Ґміна Тужиск

## Радянський період
27 листопада 1939 року включений до новоутвореної Волинської області. 17 січня 1940 року повіт ліквідований у зв'язку з переформатуванням на Голобський, Заболоттівський, Ковельський, Маневицький, Мацеївський (з 7.09.1946 — Луківський), Ратнівський, Седлищенський і Турійський райони.
17 січня 1940 р. повіт ліквідований у зв'язку з утворенням восьми районів — кожен із таких ґмін:
- Голобський район — з сільських ґмін Вєліцк і Голоби;
- Заболоттівський район — з сільських ґмін Заблоцє і Кримно;
- Ковельський район — з міської ґміни Ковель і сільських ґмін Любітув і Нєсухоєже;
- Маневицький район — з сільських ґмін Манєвіче і Повурск;
- Мацеївський район — з сільських ґмін Мацєюв і Стври Кошари;
- Ратнівський район — з міської ґміни Ратне і сільських ґмін Ґурнікі і Хоцєшув з Каширського повіту;
- Седлищенський район — з сільських ґмін Сєдліще і Датинь;
- Турійський район — з сільських ґмін Купічув і Тужиск.